# Выживание наиболее приспособленных
Выжива́ние наибо́лее приспосо́бленных (англ. survival of the fittest, распространён также неточный перевод «Выживание сильнейших») — афоризм, приписываемый Герберту Спенсеру и использованный Чарльзом Дарвином в книге «Происхождение видов» (впервые — в пятом издании 1869 года) как синоним естественного отбора, который является основной движущей силой эволюции. Согласно теории эволюции:
- воспроизводство в любой разновидности предполагает некоторую степень естественного изменения в характеристиках результата;
- любое изменение, которое увеличивало способность выживания некоторых членов вида по отношению к другим, лишённым таких изменений, могло позитивно отбираться для возможностей воспроизводства;
- тысячелетиями данный процесс вёл к развитию сложных организмов из простых и к огромной диверсификации видов от малого числа первоначальных организмов.

В форме «выживание сильнейших» выражение употребляется в основном в социал-дарвинизме. По современным представлениям, выживает не сильнейший, а наиболее приспособленный.

## Критика термина
Термин «выживание наиболее приспособленных» с самого начала подвергся критике. Даже в самом английском языке фраза survival of the fittest способна вызывать сложности и споры, т. к. она может быть по-разному истолкована из-за двойного значения слова fit. Это слово может относиться как к способности организма «приспосабливаться» (имеется в виду выживание наиболее адаптированных к окружающей среде), так и к «хорошей физической форме» (имеется в виду выживание наиболее физически сильных). Эволюционные биологи сегодня избегают этого термина, потому что он неадекватно описывает нынешнюю концепцию эволюции.
В русском языке имеется два варианта перевода данного термина, в которых употребляются схожие, но всё-таки отличающиеся существительные: «выживание наиболее приспособленных» и «переживание наиболее приспособленных», и оба этих перевода вполне корректные. Однако следует иметь в виду, что в английском языке слово «выживание» (survival) происходит от лат. supervivere (от лат. super «над», «сверх» + лат. vivere «жить»). Соответственно слово survival означает «переживание (кого-то или чего-то)», т. е. имеется в виду значение «жить дольше кого-либо или чего-либо».